# Nader rapport
Nader rapport is in de procedure van Nederlandse wetgeving de naam van een bericht dat een minister van de Nederlandse  regering stuurt aan de Koning(in) naar aanleiding van het advies van de Raad van State ten aanzien van een eerder door hem of haar ingediend voorstel voor formele wet.
In het Nader rapport motiveert de minister hoe hij met het advies van de Raad van State omgaat. Het Nader rapport vormt een belangrijk document bij de bestudering van nieuwe wetsvoorstellen. Derhalve wordt bij de indiening van een wetsvoorstel bij de Tweede Kamer het Nader rapport meegezonden. 